# Thallos
Thallos byl řecky píšící starověký historik, který pravděpodobně žil v polovině 1. století.. Thallovy spisy se nedochovaly, je známo pouze několik fragmentů v dílech pozdně antických a středověkých autorů.

O Thallovi se poprvé zmiňuje kolem roku 180 antiošský biskup Theofilos. Z pohledu historie nejzajímavější fragment Thallova díla u Georgia Synkella hovoří o tmě, která nastala i podle líčení synoptických evangelií v okamžiku Ježíšovy smrti: 
Thallos označuje tuto tmu jako zatmění Slunce ve 3. knize svých Dějin, podle mého názoru bez důvodu.
Podobně se vyjadřuje i Sextus Iulius Africanus, který poznamenává, že k zatmění Slunce nemůže dojít o Velikonocích, kdy je měsíc v úplňku a nemůže tedy slunce zastínit.